# Mesochorus iniquus
Mesochorus iniquus är en stekelart som beskrevs av Schwenke 1999. Mesochorus iniquus ingår i släktet Mesochorus och familjen brokparasitsteklar. Inga underarter finns listade i Catalogue of Life.